# Lucerne Dialogue

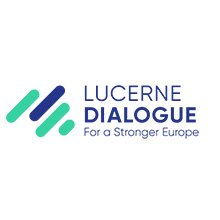
Offizielles Logo der Dialogplattform

Der Verein Lucerne Dialogue (ehem. Europa Forum) mit Sitz in Luzern ist Träger der Initiative «Lucerne Dialogue».
Dem Verein gehören der Kanton, die Stadt Luzern sowie private Körperschaften an. Höhepunkt der jährlichen Aktivitäten ist die im November stattfindende europäische Business Konferenz (Annual Meeting) im Kultur- und Kongresszentrum Luzern (KKL).
Der Verein setzt sich nach eigenen Angaben für ein starkes Europa ein und richtet sich an aktuelle und zukünftige Führungspersonen und Entscheidungsträger, denen die Zukunftsfähigkeit eines freien, sicheren, leistungsfähigen und demokratischen Europa wichtig ist. Lucerne Dialogue ist auf die Wirtschaft ausgerichtet und mit Politik, Wissenschaft und Gesellschaft vernetzt.

## Veranstaltungen
Die zahlreichen Jahresaktivitäten gipfeln in der zweitägigen Business Konferenz, dem Annual Meeting, im Kultur- und Kongresszentrum Luzern (KKL).
Unterjährig finden kleinere Veranstaltungen im Rahmen der Initiative statt.
Die gesamten Aktivitäten werden vom Medienhaus Ringier Medien Schweiz publizistisch begleitet.

## Organisation
Der internationale Lenkungsausschuss (Advisory Board) besteht aus Vertretern der Wirtschaft, Wissenschaft, Politik und Gesellschaft und wird von Doris Leuthard (a. Bundesrätin/Bundespräsidentin) co-präsidiert (Stand 2023). Der Vereinsvorstand wird von Marcel Stalder (Group CEO Chain IQ) präsidiert. Vizepräsidentin ist Julie Cantalou (Generalsekretärin glp). Als Quästor amtet Morten Hannesbo (ehemaliger CEO AMAG und Verwaltungsrat Scott Corporation SA). Die Geschäftsstelle wird im Mandat von der Firma LINDEN 3L AG und damit von Dominik Isler und Fabian Wassmer geführt.

## Geschichte
Im Jahr 1992 hatte sich die Schweiz gegen einen Beitritt zum EWR ausgesprochen. Vor diesem Hintergrund entschloss sich eine Gruppe von Persönlichkeiten, Organisationen und politischen Körperschaften, wie der Kanton Luzern und die Stadt Luzern, den Standort Schweiz und die Beziehungen zu Europa aktiv zu fördern. Zu diesem Zweck wurde 1996 das Europa Forum Luzern gegründet. Es konzentrierte sich zu Beginn auf Wirtschaft und Politik und wurde unter der Leitung des langjährigen Direktors Christof Wicki laufend weiterentwickelt. Mit der Wahl von Marcel Stalder als neuen Präsidenten im Jahr 2019 wurde das Europa Forum Luzern in neue Hände übergeben. Im Jahr 2022 folgte ein erstes Rebranding: Europa Forum "Impulse für eine zukunftsfähige Schweiz". Im Jahr 2023 wurde mit der neuen Positionierung der Initiative der neue Name «Lucerne Dialogue» eingeführt.

## Jahresthemen und Jahresaktivitäten
- Jahresthema 2022: Let Europe Arise – Welches Europa wollen die Millennials?[5]
- Jahresthema 2021: Im Banne Chinas[6]
- Jahresthema 2020: Sicherheit in Zeiten der Unsicherheit
- Dezember 2019: Aufbruch statt Abbruch[7]
- November 2018: Wettbewerb der Standorte[8]
- April 2018: Schweiz-EU am Scheideweg?[9]
- November 2017: Die Digitale Revolution[10]
- Mai 2017: The New Global Race[11]
- November 2016: Spannungsfeld Arbeitsmarkt und Zuwanderung[12]
- Mai 2016: Herausforderung Euro[13][14]
- November 2015: Jahrhundertherausforderung Energie[15]
- April 2015: Direkte Demokratie auf dem Prüfstand[16]
- November 2014: Offene globale Märkte[17]
- Mai 2014: Wachstum – Chancen und Risiken[18]